# Stazione di Fontecchio
La stazione di Fontecchio è una fermata ferroviaria posta sulla ferrovia Terni-Sulmona. Serve il comune di Fontecchio.

## Movimento
Dato lo scarso traffico passeggeri, la stazione è servita unicamente il sabato e la domenica da quattro treni regionali di Trenitalia, diretti a L'Aquila e Sulmona.